# Krabicový dopřádací stroj

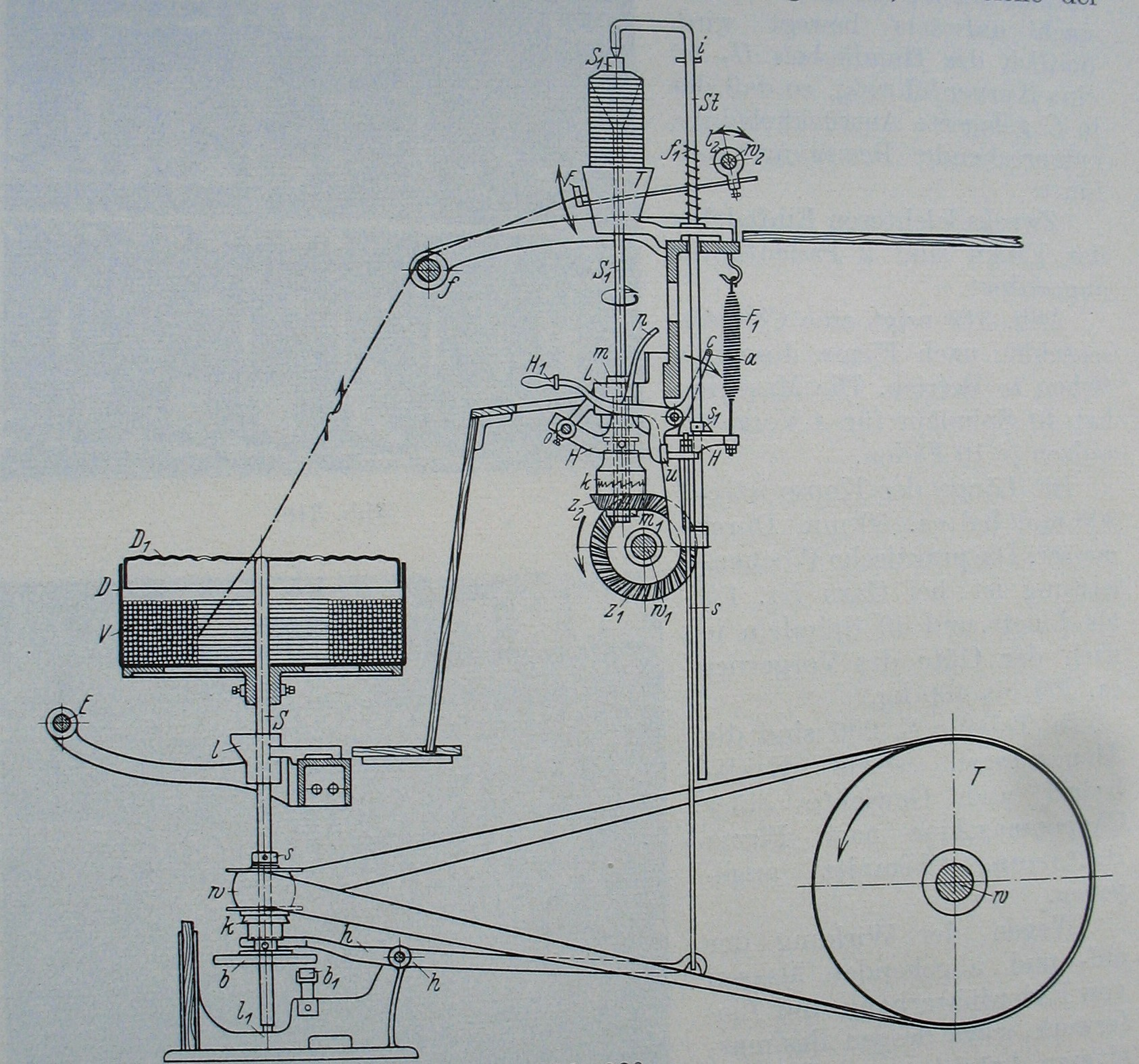
Schéma funkce krabicového stroje

Krabicový dopřádací stroj (něm.: Dosenspinnmaschine) je zařízení k výrobě příze z přástu od válcového mykacího stroje. 
Dopřádání sestává ze zakrucování přástu a navíjení hotové příze do tvaru vytáče. Protože tento proces probíhá bez průtahu (zjemňování) přástu a s minimálním napětím zpracovávaného materiálu, dá se příze (v jemnostech 250 – 2000 tex) vyrábět i z velmi krátkých a nestejnoměrných vláken a s mimořádně nízkým zákrutem. 

## Funkce stroje
(viz nákres vpravo)
Kotouč přástu V se vkládá do krabice (hrnce) D s víkem D1, upevněného na vřetenu poháněnému od bubnu T. Zatímco se přást vede otvorem ve víku k soukacímu vřetenu St, kde se navíjí ve tvaru vytáče, otáčí se hrnec D, takže se mezi víkem a soukacím vřetenem do přástu vkládá zákrut. Počet zákrutů, délka (250-300 mm) a objem vytáče jsou nastavitelné. 

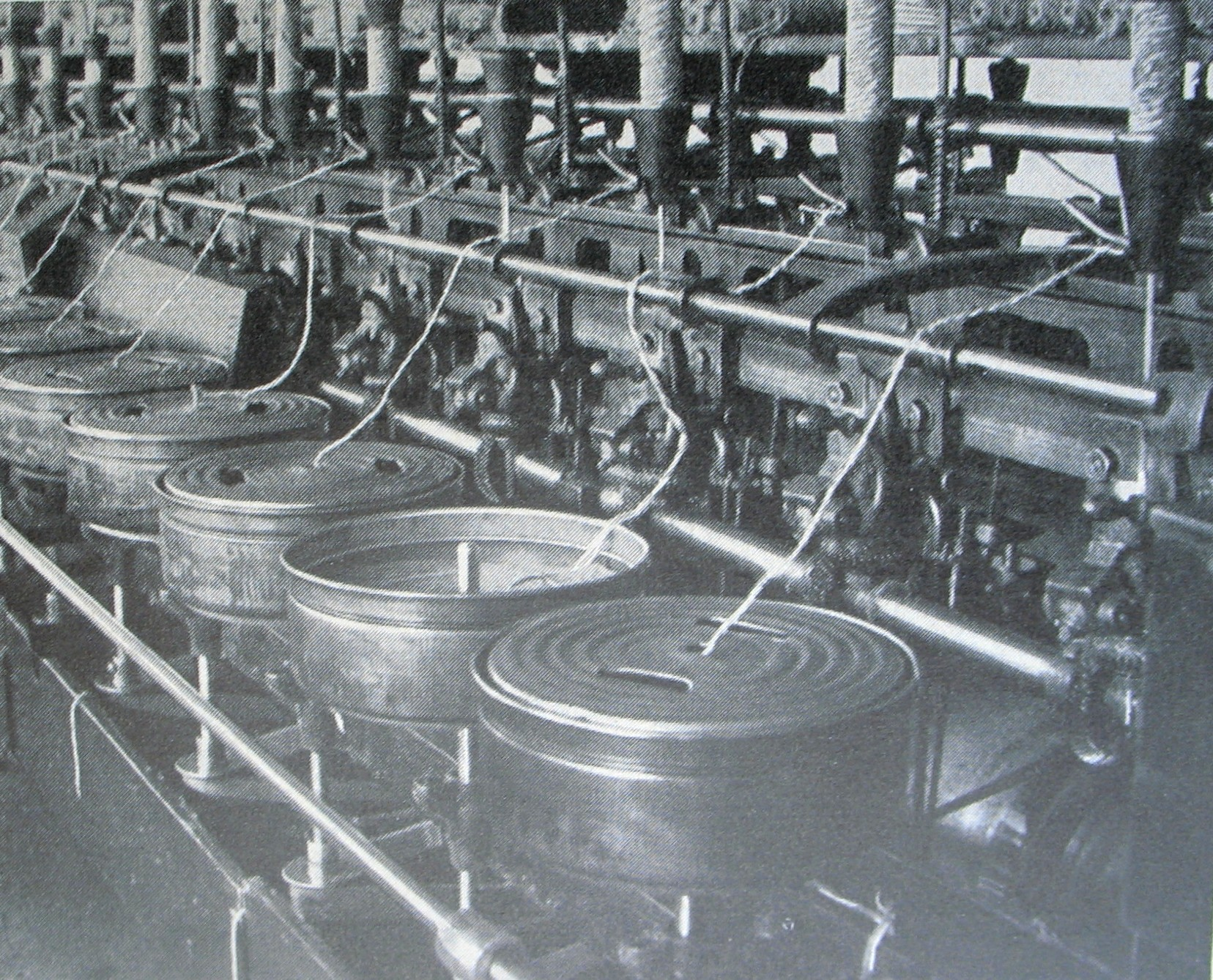
Krabicový dopřádací stroj asi z roku 1930

## Parametry výkonu a použití stroje
Vřeteno (s hrncem) může dosáhnout až 1800 otáček / min, do příze se může vkládat 45 – 400 zákrutů / metr. Vytáče z krabicových strojů se zhotovovaly výhradně z útkové příze k použití na člunkových tkacích strojích se speciálně upravenými vnitřními stěnami člunků.
Tkaniny se používaly na houně, přikrývky a levné koberečky.

## Z dalšího vývoje krabicových dopřádacích strojů
Shora uvedený popis a informace o praktickém použití krabicových strojů pocházejí z 1. třetiny 20. století.  V 70. letech 20. století byl v odborné literatuře popisován krabicový stroj s otáčkami hrnce až 3000 / min., na kterém se navíjely vytáče s délkou do 570 mm. Vytáče s útkovou přízí byly určené k použití na jehlových tkacích strojích.  V novějších odborných publikacích se sice vyskytují zmínky o existenci těchto strojů,
  ale o jejich další výrobě ani o aktuálním použití není nic známo.